# 고쿠사이텐지조역
고쿠사이텐지조역(일본어: 国際展示場駅、こくさいてんじじょうえき→국제전시장역)
(영어: Kokusai-Tenjijō Station)
→International Exhibition Centre Station)은 일본 도쿄도 고토구 아리아케에 있는 철도역이다. 부역명은 도쿄 빅 사이트 앞이다.

## 승강장
| 1 | ■ 린카이 선 | 도쿄 텔레포트·오사키·사이쿄 선으로 직결 운행 신주쿠·오미야·가와고에 선으로 직결 운행 가와고에 방면 |
| 2 | ■ 린카이 선 | 시노노메·신키바 방면                                                                               |

도쿄 국제전시장(도쿄 빅 사이트)에서 이벤트(코믹마켓 등)가 있을 때 승강장이 혼잡해진다.

## 역 주변
- 국도 제357호선
- 도쿄 국제전시장(도쿄 빅 사이트)
- 도쿄 만
- 아리아케역 (유리카모메)
- 아리아케 콜로세움

## 역 역사
- 1996년 3월 30일 - 영업 개시.

## 사진

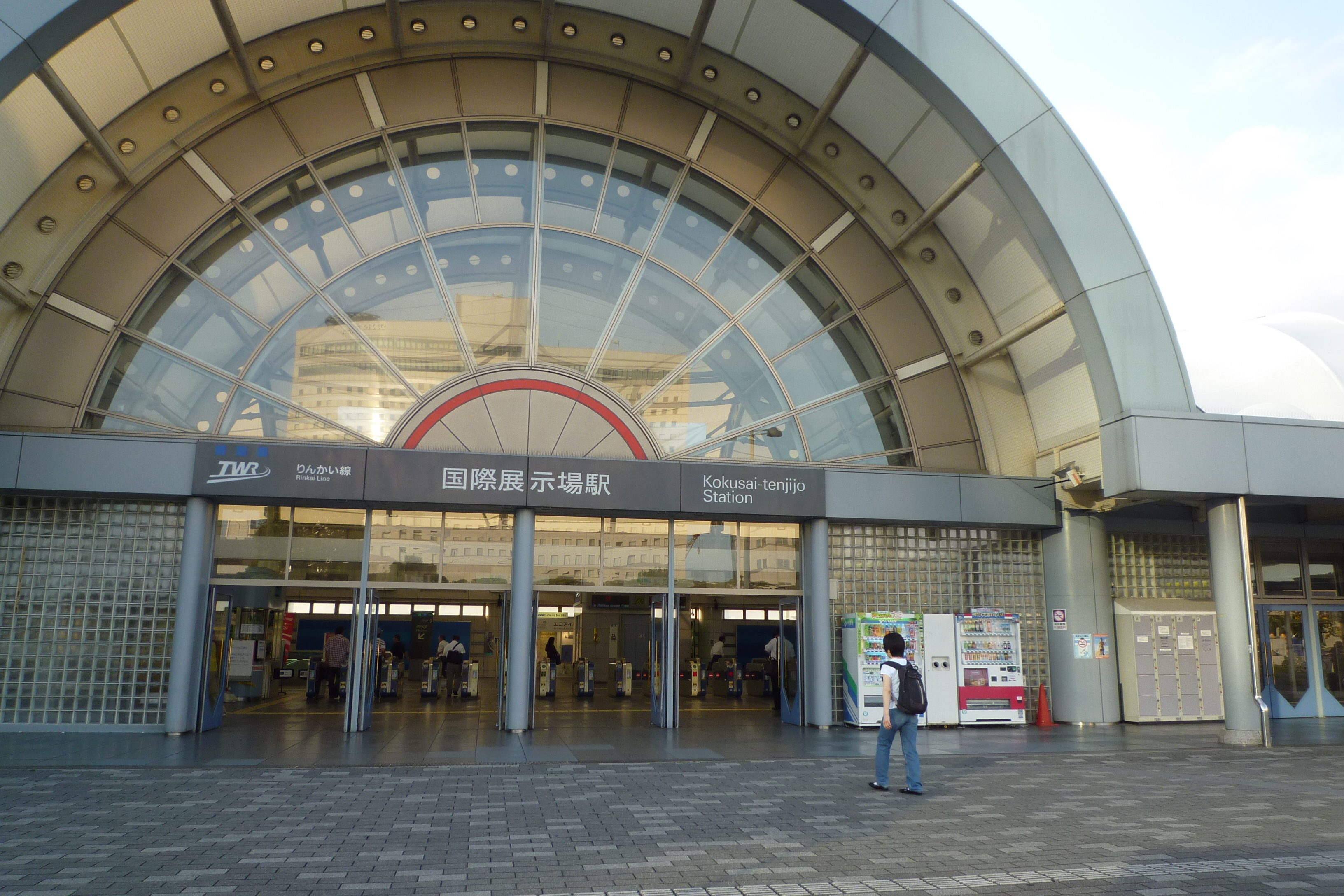
역 입구 모습
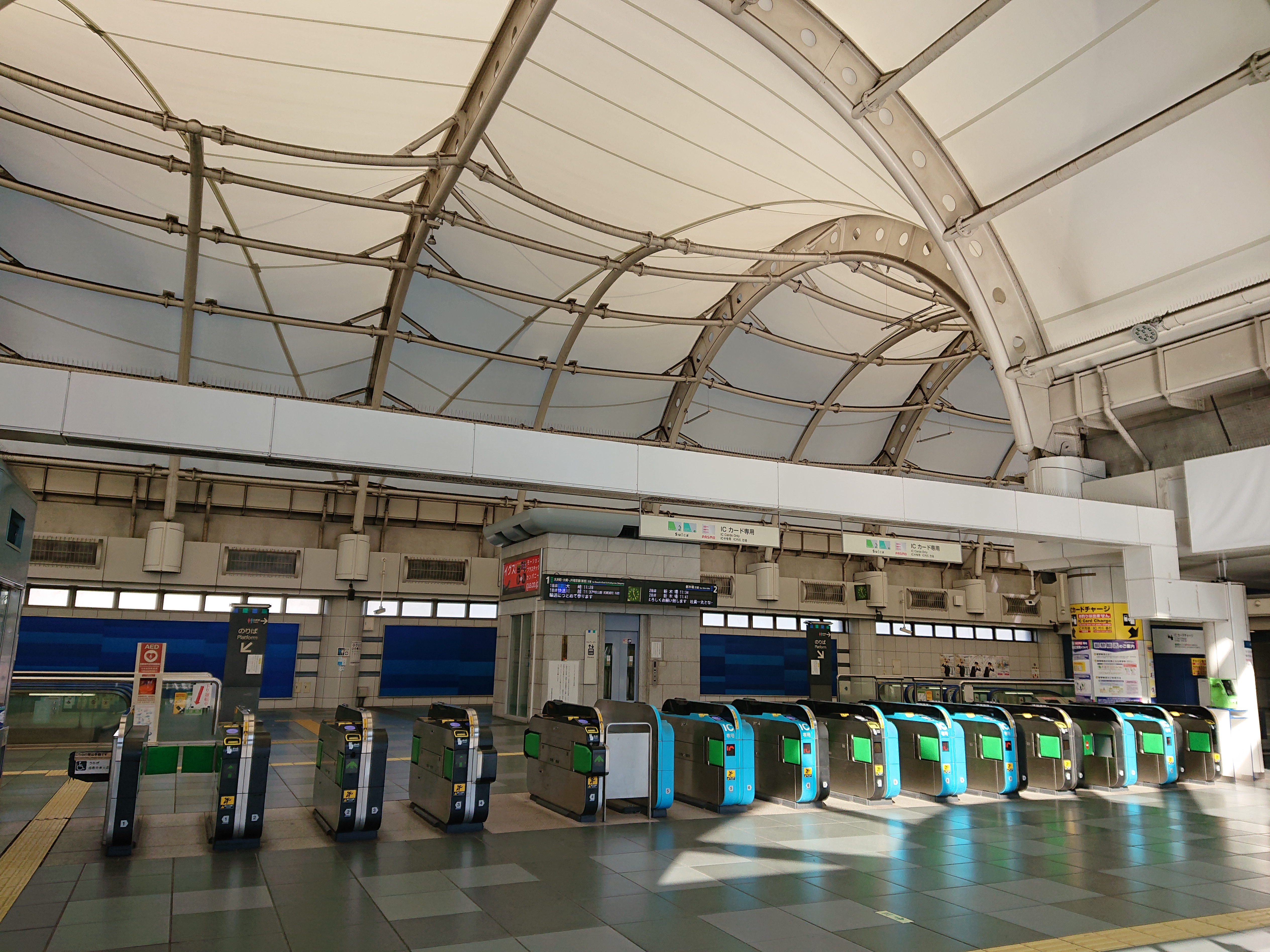
개찰 모습

## 인접한 역
| 도쿄 임해 고속 철도 린카이 선 | 도쿄 임해 고속 철도 린카이 선 | 도쿄 임해 고속 철도 린카이 선  |
| ----------------------------- | ----------------------------- | ------------------------------ |
| R 02 시노노메 신키바 방면     | 린카이 선                     | R 04 도쿄 텔레포트 오사키 방면 |